# Campeonato Europeu de Esportes Aquáticos de 1993
O Campeonato Europeu de Esportes Aquáticos de 1993 foi a 21ª edição do evento organizado pela Liga Europeia de Natação (LEN). A competição foi realizada entre os dias 3 e 8 de agosto de 1993, em Sheffield no Reino Unido‎. 

## Medalhistas

### Natação
Masculino
| Evento          | Ouro                                                                             | Ouro     | Prata                                                                           | Prata    | Bronze                                                                               | Bronze   |
| 50 m Livre      | Alexander Popov · Rússia                                                         | 22.27    | Christophe Kalfayan · França                                                    | 22.39    | Raimundas Mažuolis · Lituânia                                                        | 22.44    |
| 100 m Livre     | Alexander Popov · Rússia                                                         | 49.15    | Tommy Werner · Suécia                                                           | 49.71    | Pavel Jnykin · Ucrânia                                                               | 41.76    |
| 200 m Livre     | Antti Kasvio · Finlândia                                                         | 1:47.11  | Evgeni Sadovi · Rússia                                                          | 1:47.25  | Anders Holmertz · Suécia                                                             | 1:47.69  |
| 400 m Livre     | Antti Kasvio · Finlândia                                                         | 3:47.81  | Paul Palmer · Reino Unido                                                       | 3:48.14  | Anders Holmertz · Suécia                                                             | 3:48.98  |
| 1500 m Livre    | Jörg Hoffmann · Alemanha                                                         | 15:13.31 | Sebastian Wiese · Alemanha                                                      | 15:14.76 | Igor Majcen · Eslovênia                                                              | 15:15.05 |
| 100 m Costas    | Martín López Zubero · Espanha                                                    | 55.03    | Vladimir Selkov · Rússia                                                        | 55.58    | Martin Harris · Reino Unido                                                          | 55.75    |
| 200 m Costas    | Vladimir Selkov · Rússia                                                         | 1:58.09  | Martín López Zubero · Espanha                                                   | 1:58.51  | Emanuele Merisi · Itália                                                             | 1:59.57  |
| 100 m Peito     | Károly Güttler · Hungria                                                         | 1:01.04  | Nick Gillingham · Reino Unido                                                   | 1:02.02  | Vitali Kirichuk · Rússia                                                             | 1:02.48  |
| 200 m Peito     | Nick Gillingham · Reino Unido                                                    | 2:12.49  | Károly Güttler · Hungria                                                        | 2:13.26  | Andréi Korneyev · Rússia                                                             | 2:14.20  |
| 100 m Borboleta | Rafał Szukała · Polónia                                                          | 53.41    | Denis Pankratov · Rússia                                                        | 53.43    | Miloš Milošević · Croácia                                                            | 53.65    |
| 200 m Borboleta | Denis Pankratov · Rússia                                                         | 1:56.25  | Franck Esposito · França                                                        | 1:58.66  | Chris-Carol Bremer · Alemanha                                                        | 2:00.33  |
| 200 m Medley    | Jani Sievinen · Finlândia                                                        | 1:59.50  | Attila Czene · Hungria                                                          | 2:00.70  | Christian Keller · Alemanha                                                          | 2:01.18  |
| 400 m Medley    | Tamás Darnyi · Hungria                                                           | 4:15.24  | Jani Sievinen · Finlândia                                                       | 4:15.51  | Marcel Wouda · Países Baixos                                                         | 4:17.90  |
| 4x100 m Livre   | Rússia · Vladimir Predkin · Vladimir Pyshnenko · Evgeni Sadovi · Alexander Popov | 3:18.80  | Suécia · Frederik Letzler · Tommy Werner · Lars Frölander · Anders Holmertz     | 3:19.33  | Alemanha · Christian Tröger · Jochen Bludau · Steffen Zesner · Bengt Zikarsky        | 3:20.13  |
| 4x200 m Livre   | Rússia · Dmitri Lepikov · Vladimir Pyshnenko · Yuri Mujin · Evgeni Sadovi        | 7:15.84  | Alemanha · Jörg Hoffmann · Christian Tröger · Christian Keller · Steffen Zesner | 7:18.53  | França · Christophe Marchand · Yann de Fabrique · Lionel Poirot · Christophe Bordeau | 7:19.86  |
| 4x100 m Medley  | Rússia · Vladimir Selkov · Vitali Kirinchuk · Denis Pankratov · Alexandr Popov   | 3:38.90  | Hungria · Tamás Deutsch · Károly Güttler · Péter Horváth · Béla Szabados        | 3:40.97  | Reino Unido · Martin Harris · Nick Gillingham · Mike Fibbens · Mark Foster           | 3:41.66  |

Feminino
| Evento          | Ouro                                                                                    | Ouro    | Prata                                                                                  | Prata   | Bronze                                                                                      | Bronze  |
| 50 m Livre      | Franziska van Almsick · Alemanha                                                        | 25.53   | Linda Olofsson · Suécia                                                                | 25.67   | Inge de Bruijn · Países Baixos                                                              | 25.86   |
| 100 m Livre     | Franziska van Almsick · Alemanha                                                        | 54.57   | Martina Moravcová · Eslováquia                                                         | 55.97   | Cathérine Plewinski · França                                                                | 56.09   |
| 200 m Livre     | Franziska van Almsick · Alemanha                                                        | 1:57.97 | Luminita Dobrescu · Roménia                                                            | 2:00.39 | Karen Pickering · Reino Unido                                                               | 2:01.15 |
| 400 m Livre     | Dagmar Hase · Alemanha                                                                  | 4:10.47 | Kerstin Kielgaß · Alemanha                                                             | 4:12.18 | Irene Dalby · Noruega                                                                       | 4:12.51 |
| 800 m Livre     | Jana Henke · Alemanha                                                                   | 8:32.47 | Irene Dalby · Noruega                                                                  | 8:33.77 | Olga Šplíchalová · Chéquia                                                                  | 8:36.59 |
| 100 m Costas    | Krisztina Egerszegi · Hungria                                                           | 1:00.83 | Nina Zhivanevskaya · Rússia                                                            | 1:01.16 | Sandra Völker · Alemanha                                                                    | 1:01.89 |
| 200 m Costas    | Krisztina Egerszegi · Hungria                                                           | 2:09.12 | Lorenza Vigarani · Itália                                                              | 2:11.94 | Nina Zhivanevskaya · Rússia                                                                 | 2:12.14 |
| 100 m Peito     | Sylvia Gerasch · Alemanha                                                               | 1:10.05 | Svitlana Bondarenko · Ucrânia                                                          | 1:10.29 | Elena Rudkovskaya · Bielorrússia                                                            | 1:10.52 |
| 200 m Peito     | Brigitte Becue · Bélgica                                                                | 2:31.18 | Anna Nikitina · Rússia                                                                 | 2:32.15 | Marie Hardiman · Reino Unido                                                                | 2:32.48 |
| 100 m Borboleta | Cathérine Plewinski · França                                                            | 1:00.13 | Franziska van Almsick · Alemanha                                                       | 1:00.94 | Betina Ustrowski · Alemanha                                                                 | 1:01.06 |
| 200 m Borboleta | Krisztina Egerszegi · Hungria                                                           | 2:10.71 | Katrin Jäke · Alemanha                                                                 | 2:13.07 | Bárbara Franco Solana · Espanha                                                             | 2:13.39 |
| 200 m Medley    | Daniela Hunger · Alemanha                                                               | 2:15.33 | Daria Shmeleva · Rússia                                                                | 2:16.90 | Silvia Parera Carrau · Espanha                                                              | 2:17.06 |
| 400 m Medley    | Krisztina Egerszegi · Hungria                                                           | 4:39.55 | Daria Shmeleva · Rússia                                                                | 4:44.91 | Hana Černá · Chéquia                                                                        | 4:46.37 |
| 4x100 m Livre   | Alemanha · Franziska van Almsick · Manuela Stellmach · Kerstin Kielgaß · Daniela Hunger | 3:41.69 | Suécia · Ellen Svensson · Linda Olofsson · Louise Jöhncke · Malin Nilsson              | 3:45.33 | Rússia · Svetlana Leshukova · Natalia Meshcheriakova · Olga Kirichenko · Nina Zhivanevskaya | 3:45.37 |
| 4x200 m Livre   | Alemanha · Kerstin Kielgaß · Simone Osygus · Franziska van Almsick · Dagmar Hase        | 8:03.12 | Suécia · Louise Jöhncke · Magdalena Schultz · Therese Lundin · Malin Nilsson           | 8:08.82 | Reino Unido · Sarah Hardcastle · Debbie Armitage · Claire Huddart · Karen Pickering         | 8:11.11 |
| 4x100 m Medley  | Alemanha · Sandra Völker · Sylvia Gerasch · Betina Ustrowski · Franziska van Almsick    | 4:06.91 | Rússia · Nina Zhivanevskaya · Anna Nikitina · Olga Kirichenko · Natalia Meshcheriakova | 4:10.09 | Reino Unido · Kathy Osher · Jaime King · Nicola Goodwin · Karen Pickering                   | 4:12.18 |

### Maratona aquática
Masculino
| Evento | Ouro                      | Ouro    | Prata                         | Prata   | Bronze                  | Bronze  |
| 5 km   | Marco Formentini · Itália | 58:10.9 | Claudio Gargaro · Itália      | 59:08.2 | Aleš Havránek · Chéquia | 59:41.4 |
| 25 km  | Dario Taraboi · Itália    | 5:28:06 | Hans van Goor · Países Baixos | 5:36:12 | Attila Molnár · Hungria | 5:44:30 |

Feminino
| Evento | Ouro                       | Ouro      | Prata                          | Prata     | Bronze                      | Bronze    |
| 5 km   | Olga Šplíchalová · Chéquia | 1:02:27.3 | Carla Geurts · Países Baixos   | 1:02:59.3 | Eva Nováková · Chéquia      | 1:03:46.5 |
| 25 km  | Anne Chagnaud · França     | 5:47:57.8 | Gea Veldhuizen · Países Baixos | 5:52:52.2 | Wandy Kater · Países Baixos | 5:53:03.7 |

### Nado sincronizado
Feminino
| Evento | Ouro                                  | Ouro    | Prata                                          | Prata   | Bronze                                      | Bronze  |
| Solo   | Olga Sedakova · Rússia                | 183.781 | Marianne Aeschbacher · França                  | 178.510 | Kerry Shacklock · Reino Unido               | 178.147 |
| Dueto  | Rússia · Olga Sedakova · Anna Kozlova | 183.936 | França · Marianne Aeschbacher · Céline Leveque | 177.268 | Reino Unido · Kerry Shacklock · Laila Vakil | 176.298 |
| Equipe | Rússia                                | 178.504 | França                                         | 175.397 | Itália                                      | 173.304 |

### Saltos Ornamentais
Masculino
| Evento          | Ouro                    | Ouro   | Prata                      | Prata  | Bronze                    | Bronze |
| Trampolim 1 m   | Peter Böhler · Alemanha | 361.74 | Joakim Andersson · Suécia  | 347.70 | Boris Lietzow · Alemanha  | 342.24 |
| Trampolim 3 m   | Jan Hempel · Alemanha   | 637.77 | Dmitri Sautin · Rússia     | 619.59 | Joakim Andersson · Suécia | 589.74 |
| Plataforma 10 m | Dmitri Sautin · Rússia  | 617.73 | Bobby Morgan · Reino Unido | 617.70 | Jan Hempel · Alemanha     | 607.62 |

Feminino
| Evento          | Ouro                      | Ouro   | Prata                 | Prata  | Bronze                  | Bronze |
| Trampolim 1 m   | Simona Koch · Alemanha    | 278.94 | Irina Lashko · Rússia | 276.24 | Vera Ilina · Rússia     | 275.40 |
| Trampolim 3 m   | Brita Baldus · Alemanha   | 541.68 | Vera Ilina · Rússia   | 494.25 | Simona Koch · Alemanha  | 493.05 |
| Plataforma 10 m | Svetlana Jojlova · Rússia | 434.25 | Ute Wetzig · Alemanha | 425.61 | Olena Zhupina · Ucrânia | 411.81 |

### Polo Aquático
| Evento    | Ouro          | Prata   | Bronze  |
| Masculino | Itália        | Hungria | Espanha |
| Feminino  | Países Baixos | Rússia  | Hungria |

## Quadro de medalhas
| Ordem | País          | Medalha de ouro | Medalha de prata | Medalha de bronze | Total |
| ----- | ------------- | --------------- | ---------------- | ----------------- | ----- |
| 1     | Alemanha      | 15              | 6                | 8                 | 29    |
| 2     | Rússia        | 12              | 12               | 5                 | 29    |
| 3     | Hungria       | 6               | 4                | 2                 | 12    |
| 4     | Itália        | 3               | 2                | 2                 | 7     |
| 5     | Finlândia     | 3               | 1                | 0                 | 4     |
| 6     | França        | 2               | 5                | 2                 | 9     |
| 7     | Reino Unido   | 1               | 3                | 8                 | 12    |
| 8     | Países Baixos | 1               | 3                | 3                 | 7     |
| 9     | Espanha       | 1               | 1                | 3                 | 5     |
| 10    | Chéquia       | 1               | 0                | 4                 | 5     |
| 11    | Bélgica       | 1               | 0                | 0                 | 1     |
| 11    | Polónia       | 1               | 0                | 0                 | 1     |
| 13    | Suécia        | 0               | 6                | 3                 | 9     |
| 14    | Ucrânia       | 0               | 1                | 2                 | 3     |
| 15    | Noruega       | 0               | 1                | 1                 | 2     |
| 16    | Roménia       | 0               | 1                | 0                 | 1     |
| 16    | Eslováquia    | 0               | 1                | 0                 | 1     |
| 18    | Bielorrússia  | 0               | 0                | 1                 | 1     |
| 18    | Croácia       | 0               | 0                | 1                 | 1     |
| 18    | Lituânia      | 0               | 0                | 1                 | 1     |
| 18    | Eslovênia     | 0               | 0                | 1                 | 1     |
| Total | Total         | 47              | 47               | 47                | 141   |